# Nana Osaki
Nana Osaki (大崎 ナナ?, Osaki Nana) è un personaggio della serie manga e anime Nana, una delle due protagoniste.
Sebbene la storia narri, per l'appunto, di due ragazze e della loro vita insieme, è curioso notare che sia tecnicamente Nana Osaki la protagonista eponima: il nome della serie, difatti, è scritto coi kanji del suo nome, diversi da quelli della comprimaria Nana "Hachi" Komatsu (奈々).

## Storia

### Passato
Il suo passato si scopre pian piano nel corso della serie. La madre l'abbandonò dalla nonna materna, fuggendo con un uomo. Per via del suo look dark e il suo atteggiamento schivo, a scuola era malvista e, all'età di 15 anni, finì con l'essere espulsa con l'accusa di prostituzione e nonostante non fosse vero, lei non smentì poiché aveva comunque già deciso di lasciare la scuola; a questa notizia l'anziana signora morì di dolore. La ragazza, ancora molto giovane, decise di trasferirsi da Ren Honjo, suo fidanzato e uno dei membri della sua band, i Black Stones (il nome viene quasi sempre accorciato in "Blast"). Oltre a lei e a Ren, facevano parte di questo gruppo anche altri componenti: Nobuo Terashima e Yasushi Takagi.
Successivamente Ren, per diventare un musicista famoso e fare un salto di qualità per la sua carriera, parte per Tokyo diventando il bassista dei Trapnest, band fresca di successo, abbandonando Nana. In seguito, la ragazza conoscerà Nana Komatsu in treno e le due diventeranno amiche inseparabili.

### Presente
La vediamo sin dalla sua prima apparizione del manga decisa ad inseguire il sogno di diventare una cantante di successo senza adagiarsi e raggiungere il suo ex ragazzo che era diventato nel frattempo un famoso membro dei Trapnest. Durante il viaggio fa la conoscenza di una ragazza e fa subito amicizia con lei, la cosa strana è che entrambe hanno lo stesso nome, ("Nana" in giapponese significa 7), la stessa età e sono dirette verso la stessa meta,  infatti la ragazza è Nana Komatsu. In seguito le due ragazze decidono di vivere insieme poiché mirano allo stesso appartamento, stringendo una forte amicizia. Quando Hachi (così verrà chiamata la Komatsu da Nana Osaki per distinguersi) scoprirà che l'amato di Osaki fa parte di una famosa band stenterà a crederci e cercherà di aiutare la ragazza.
E ci riuscirà portando l'amica ad un concerto dei Trapnest.
Ma non solo, Osaki e Komatsu hanno un certo feeling, che porta gli spettatori a pensare che ci sia qualcosa di romantico (e non solo platonico) tra loro. Nana e Hachi infatti si baceranno e definiranno anche il loro rapporto come “un amore adolescenziale”.

## Aspetto e carattere
A prima vista decisa e trasgressiva, indossa sempre degli abiti molto dark e utilizza accessori di Vivienne Westwood; ha corti capelli neri sbarazzini, gli occhi scuri e le sue labbra sono sempre tinte di rosso. Il suo carattere è molto diverso dall'altra Nana; infatti, tanto "Hachi" è romantica e solare, quanto Nana è cinica, seria e ombrosa. Tuttavia, la cantante finirà con lo stringere un forte legame con l'altra con atteggiamenti vagamente ambigui, al punto da sembrarne quasi innamorata (in una scena dell'anime, Nana bacia Hachi durante una passeggiata notturna e sono presenti altre scene dove le due ragazze sembrano provare un'attrazione reciproca).

## Accoglienza
Liz Adler di CBR ha classificato Nana come la decima protagonista più amata degli shōjo.